# Alexander Lawrie
Alexander Lawrie (* 25. Februar 1828 in New York City; † 15. Februar 1917 in Wabash Township im Tippecanoe County bei West Lafayette, Indiana) war ein US-amerikanischer Landschafts- und Porträtmaler der Düsseldorfer Schule und der Hudson River School.

## Leben
Alexander Lawrie, eines von sechs Kindern des aus Schottland nach New York eingewanderten Kaufmanns Alexander Lawrie senior und seiner US-amerikanischen Ehefrau Sarah Coombes Lawrie, Tochter des Hauptmanns Andrew Coombes der Kontinentalarmee im Amerikanischen Unabhängigkeitskrieg, erhielt durch das Hobby seiner Mutter, die Blumenmalerei, früh Berührung mit der Kunst. Seinem sehnlich empfundenen Wunsch, Kunstmaler zu werden, widersprachen die Eltern jedoch vehement. Im Jahr 1842 erlaubten sie ihm allerdings eine Lehre bei einem New Yorker Holzstecher, die bis 1852 dauerte. Während der letzten Jahre dieser Lehre erlernte er das Malen und das Zeichnen von Porträts mit Wachsmalstiften. Außerdem studierte er einige Zeit an der National Academy of Design. 1852, etwa zu dem Zeitpunkt, als seine Eltern, seine Schwester Mary und sein Bruder Arthur auf die Wolf Mound Farm im White County (Indiana) umzogen, eine Farm, die Lawries Bruder John 1850 oder 1851 als neuen Familiensitz ausgesucht hatte, ging Alexander Lawrie nach Philadelphia, wo er sich als professioneller Porträtzeichner etablierte und in den Jahren 1852 und 1854 Ausstellungen der Pennsylvania Academy of the Fine Arts beschickte.
Am 11. August 1855 bestieg Lawrie mit seinem Freund William Trost Richards das Dampfschiff SS Ariel nach Europa. Nach einer kurzen Zeit in Paris reiste Lawrie über Brüssel nach Düsseldorf weiter. Er kam dort Anfang Oktober 1855 an. Ende 1855 weilte er für eine Zeit in Florenz, ehe er im März 1856 nach Düsseldorf zurückkehrte und für die Dauer von 22 Monaten Privatunterricht bei dem deutsch-amerikanischen Historienmaler Emanuel Leutze nahm. Das Atelier Leutze bildete seinerzeit das Zentrum einer Kolonie US-amerikanischer Maler. Durch das 1851 geschaffene Gemälde Washington Crossing the Delaware war dieser berühmt geworden und hatte den Ruf Düsseldorfs als Bildungsstätte für akademische Malerei in den Vereinigten Staaten verankert. Wie der aus Philadelphia stammende Landschaftsmaler William Stanley Haseltine, der ab 1855 zur Ausbildung ebenfalls in Leutzes Atelier ging, war Lawrie in den Jahren 1856/1857 Mitglied des Düsseldorfer Künstlervereins Malkasten. Nach einer Studienreise nach Florenz kehrte Lawrie im Oktober 1857 nach Philadelphia zurück und nahm dort seine Malerei wieder auf.
1860 schrieb sich Lawrie an der Philadelphia Academy of the Fine Arts als Student ein. Am 18. April 1861, zu Beginn des Sezessionskrieges, verpflichtete er sich für drei Monate als Freiwilliger beim 17. Infanterie-Regiment der Pennsylvania Volunteers im Unionsheer. Ein gutes Jahr nach Ende dieses Freiwilligendienstes verpflichtete er sich am 5. September 1862 für einen Offiziersdienst beim 121. Infanterie-Regiment der Pennsylvania Volunteers. Als Hauptmann (Captain) der Kompanie B focht er im Dezember 1862 in der Schlacht von Fredericksburg. Zwischen dem 20. und 25. Januar 1863 nahm Lawries Regiment an dem sogenannten „Mud March“ teil, einer von andauerndem Regenwetter begleiteten Marsch-Operation unter dem Kommando von General Ambrose Burnside, welche auf verschlammten Böden in der Niederung des Rappahannock Rivers stattfand. Dabei zog sich Lawrie eine heftige Erkältung zu, in deren Folge er eine chronische Nierenerkrankung erlitt. Aufgrund ärztlich bescheinigter Wehruntauglichkeit wurde er am 21. Juni 1863 ehrenhaft aus dem Militärdienst entlassen.
In einem Erholungsaufenthalt bei Lake George (New York), den er im Juni 1863 begonnen hatte, lernte er einige Landschaftsmaler der Hudson River School kennen. Mit Asher Brown Durand, einem der „Väter“ dieser Gruppe, entwickelte er in den Folgejahren ein besonders enges künstlerisches Verhältnis. Auch Richards, mit dem er 1855 gemeinsam nach Europa gereist war und mit dem er seit der Rückkehr nach Philadelphia ein Atelier geteilt hatte, gehörte in dieser Zeit zu seinem engsten Umfeld. Bis 1864 verbrachte er die Sommer in Elizabethtown (New York), dem in den Adirondack Mountains gelegenen Hauptort des Essex County. Im Oktober 1864 zog er nach New York City, wo er, abgesehen von einigen Reisen nach Philadelphia sowie Sommeraufenthalten in den Adirondacks und in den Gegenden des Hudson Valley, bis 1878 blieb. Diese Zeit markiert den Zenit seines künstlerischen Schaffens. Mit Ausnahme der Jahre 1867 und 1874 nahm er bis 1877 regelmäßig an den Ausstellungen der National Academy of Design teil. In der Centennial Exhibition, der Weltausstellung von 1876 in Philadelphia, wurden seine Gemälde Autumn in the Hudson Highlands und Monk Playing a Violoncello ausgestellt.
Im Jahr 1878 waren die Aufträge für Porträtmalerei, der er sich in den 1870er Jahren verstärkt zugewandt hatte, im Zuge der Gründerkrise so stark zurückgegangen, dass sich Lawrie entschloss, nach Hartford (Connecticut) zu ziehen, wo er trotz kaum besserer Auftragslage bis 1881 blieb. Dann lebte er bis 1887 Indiana, unterbrochen von Aufenthalten in New York (1884), Chicago (1885, 1886) und Battle Creek (1886). Von August 1887 bis 1895 lebte er mit Ausnahme eines halbjährigen, ihn wirtschaftlich enttäuschenden Winteraufenthaltes in Denver (1890/1891) wieder in New York City. Nachdem er einige Jahre bei seinem Bruder Arthur, mit dem er sich schließlich überwarf, in Indiana gelebt hatte, kehrte er erneut nach New York zurück. Am 18. Juli 1898 erhielt er einen Platz in einem Heim für Kriegsveteranen in Hampton (Virginia), wo er bis zum 5. April 1900 wohnte. Nach einem kurzen Aufenthalt im Bellevue Hospital in New York kehrte er zum letzten Mal nach Indiana zurück. Am 12. Januar 1902 wurde er im Indiana State Soldiers’ Home, einem Veteranenheim einige Meilen nördlich von Lafayette (Indiana), aufgenommen. Bis zu seinem Tod im Jahr 1917 schuf er dort – zumeist nach fotografischen Vorlagen – über 150 Porträts von Generälen des Unabhängigkeits- und des Sezessionskriegs.
In den 1870er Jahren in New York City, den erfolgreichen Jahren seiner Karriere, war Lawrie Mitglied des Athenaeum Club, des Century Club und der Artists’ Fund Society. Letzterer diente er von 1870 bis 1873 als secretary. Zum associate member der National Academy of Design wurde er im Jahr 1868 (Mitgliedschaft bis 1874) und erneut im Jahr 1876 (Mitgliedschaft bis 1882) gewählt. Auf deren Jahresausstellung 1876 nahm sein Porträtgemälde Mrs. Henry Marks einen Ehrenplatz ein.